# 雀斑平鮋
雀斑平鮋，為輻鰭魚綱鮋形目鮋亞目平鮋科的其中一種，為亞熱帶海水魚，分布於中太平洋東部美國加州南部至墨西哥下加利福尼亞半島北部海域，棲息深度33-168公尺，體長可達23公分，棲息在底層水域，卵胎生，生活習性不明。